# Mazerolles (Landas)
 Mazerolles  (en occitano Maseròlas) es una población y comuna francesa, situada en la región de Aquitania, departamento de Landas, en el distrito de Mont-de-Marsan y cantón de Mont-de-Marsan-Sud.

## Demografía
| 364 | 302 | 288 | 400 | 481 | 566 |
| Para los censos de 1962 a 1999 la población legal corresponde a la población sin duplicidades (Fuente: INSEE [Consultar]) |     |     |     |     |     |